# Париер
Париер (англ. Puryear) — город, расположенный в округе Генри (штат Теннесси, США) с населением в 667 человек по статистическим данным переписи 2000 года, 663 человека по оценке 2019 года (267-й по количеству жителей город штата).

## География
По данным Бюро переписи населения США город Париер имеет общую площадь в 2,3 квадратных километров, водных ресурсов в черте населённого пункта не имеется.
Город Париер расположен на высоте 185 метров над уровнем моря.

## Демография
По данным переписи населения 2000 года в Париере проживало 667 человек, 191 семья, насчитывалось 284 домашних хозяйств и 328 жилых домов. Средняя плотность населения составляла около 283 человек на один квадратный километр. Расовый состав Париера по данным переписи распределился следующим образом: 95,65 % белых, 2,70 % — чёрных или афроамериканцев, 0,15 % — коренных американцев, 0,45 % — азиатов, 0,60 % — представителей смешанных рас, 0,45 % — других народностей. Испаноговорящие составили 0,75 % от всех жителей города.
Из 284 домашних хозяйств в 26,8 % — воспитывали детей в возрасте до 18 лет, 53,9 % представляли собой совместно проживающие супружеские пары, в 9,5 % семей женщины проживали без мужей, 32,7 % не имели семей. 27,5 % от общего числа семей на момент переписи жили самостоятельно, при этом 14,1 % составили одинокие пожилые люди в возрасте 65 лет и старше. Средний размер домашнего хозяйства составил 2,27 человек, а средний размер семьи — 2,73 человек.
Население города по возрастному диапазону по данным переписи 2000 года распределилось следующим образом: 19,8 % — жители младше 18 лет, 8,7 % — между 18 и 24 годами, 26,8 % — от 25 до 44 лет, 22,9 % — от 45 до 64 лет и 21,7 % — в возрасте 65 лет и старше. Средний возраст жителей составил 41 год. На каждые 100 женщин в Париере приходилось 92,2 мужчин, при этом на каждые сто женщин 18 лет и старше приходилось 91,1 мужчин также старше 18 лет.
Средний доход на одно домашнее хозяйство в городе составил 28 750 долларов США, а средний доход на одну семью — 36 042 доллара. При этом мужчины имели средний доход в 22 315 долларов США в год против 20 481 доллара среднегодового дохода у женщин. Доход на душу населения в городе составил 17 131 доллар в год. 7,4 % от всего числа семей в округе и 10,8 % от всей численности населения находилось на момент переписи населения за чертой бедности, при этом 24,3 % из них были моложе 18 лет и 9,3 % — в возрасте 65 лет и старше.